# Codognan
Codognan là một xã trong tỉnh Gard thuộc vùng Occitanie, phía nam nước Pháp. Xã Codognan nằm ở khu vực có độ cao trung bình 17 mét trên mực nước biển.